# Ainay-le-Château
Ainay-le-Château är en kommun i departementet Allier i regionen Auvergne-Rhône-Alpes i de centrala delarna av Frankrike. Kommunen ligger i kantonen Bourbon-l'Archambault som ligger i arrondissementet Montluçon. År 2017 hade Ainay-le-Château 994 invånare. Angränsande kommuner är Charenton-du-Cher, Vernais, Bessais-le-Fromental, Isle-et-Bardais och Saint-Bonnet-Tronçais.
När man kommer norrifrån möts man av den stora medeltida stadsporten och anländer till kommunens kommersiella centrum med en bar, bageri, mataffär och bankkontor. Byn har ett gammalt medeltida gatunät med små gränder och torg. Vid en sluttning ligger kyrkan och nedanför den rinner en å.
Delar av filmen Michou d'Auber (2007), med Gérard Depardieu, är inspelade i byn. 1965 års Nobelpristagare i fysiologi eller medicin, André Lwoff, föddes i Ainay-le-Château.

## Historia
Ainay-le-Château ligger i det historiska feodalriket Bourbonnais och var ett av 27 kungliga slott och en viktig utpost. Av slottet kvarstår dock enbart ruiner. De äldre delarna av byn dateras från så tidigt som 1000-talet.

## Geografi
Byn ligger precis på gränsen till regionen norr om Auvergne-Rhône-Alpes, Centre-Val de Loire. Det är cirka 20 kilometer till närmaste större stad, Saint-Amand-Montrond som ligger i Centre-Val de Loire. Den är belägen på en kulle och landskapet runtomkring är kuperat och präglas av åkermark. Tre kilometer söderut börjar den stora ekskogen Forêt de Tronçais som planterades av Jean-Baptiste Colbert på 1600-talet.

## Sevärdheter
Forêt de Tronçais som är en av Europas bäst bevarade ekskogar ligger i kommunen och i andra änden av skogen ligger Cérilly, en annan medeltida by. Genom kommunens placering mitt på franska landsbygden finns möjligheter till besök på ostfabriker och bondgårdar.

## Befolkningsutveckling
Antalet invånare i kommunen Ainay-le-Château
| Referens: INSEE |

## Bildgalleri

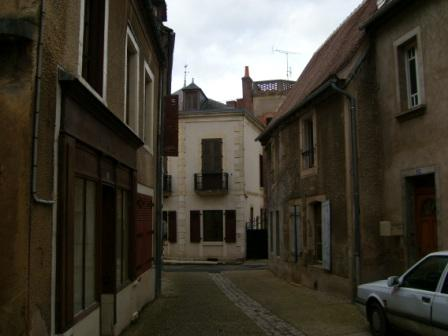
Gata i Ainay-le-Château.
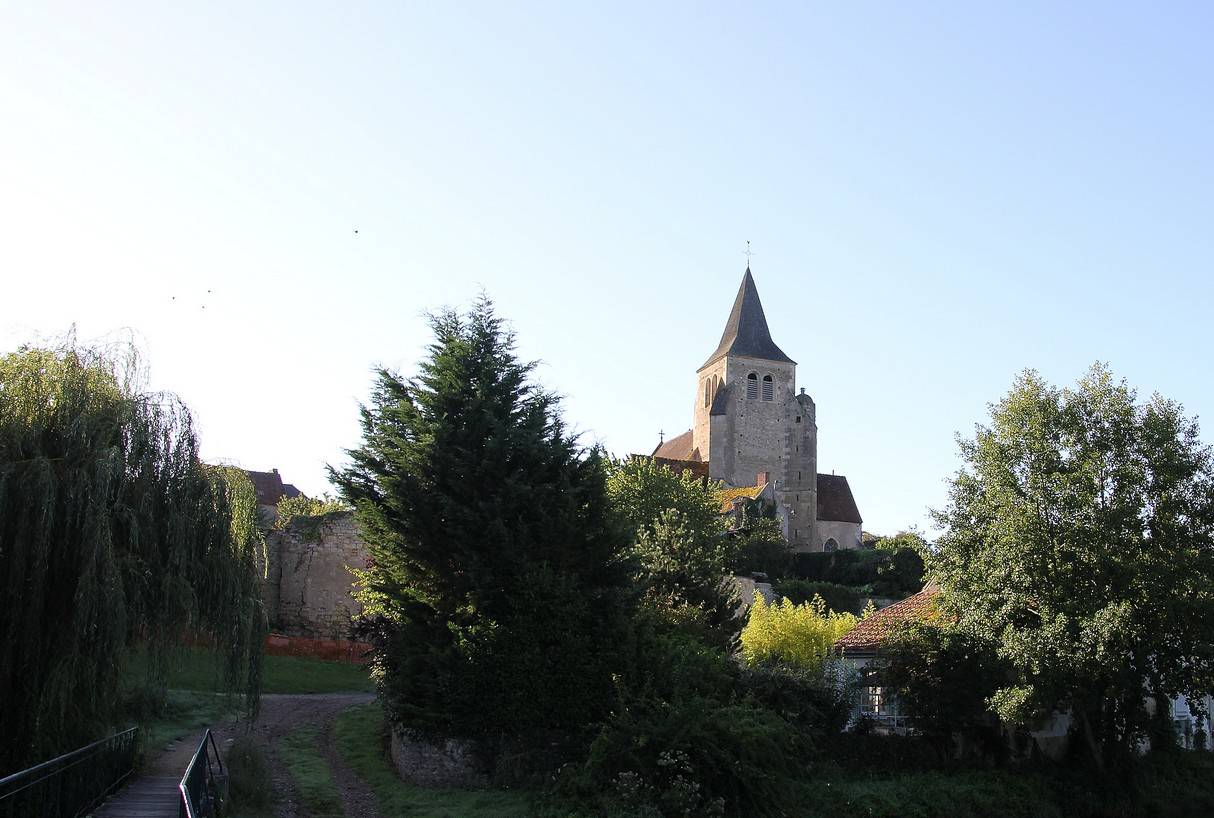
Église Saint-Étienne i Ainay-le-Château
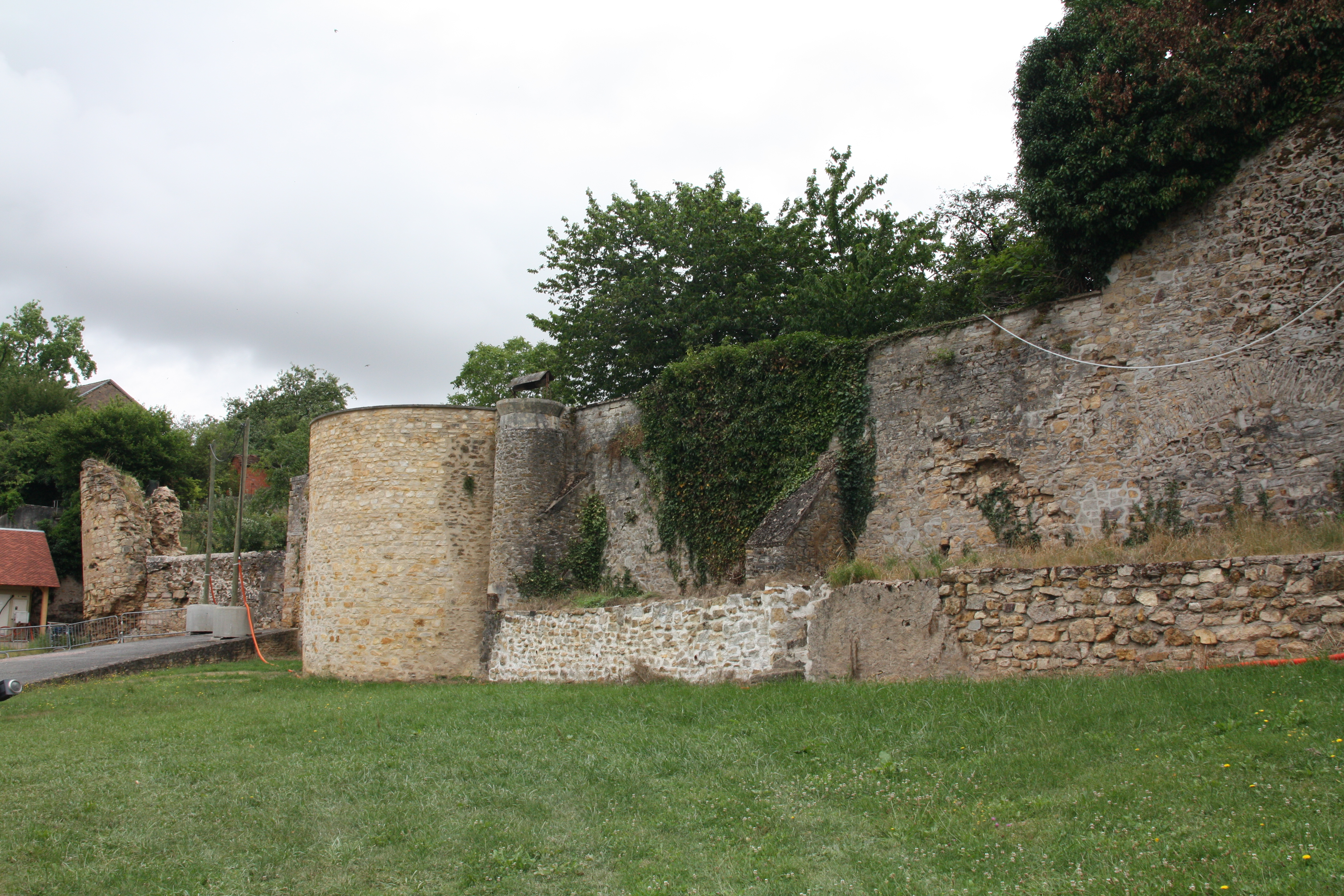
Slottsruin i Ainay-le-Château.